# أندريا غروبر
أندريا غروبر (بالإنجليزية: Andrea Gruber)‏ هي مغنية أوبرا ومغنية أمريكية، ولدت في 28 نوفمبر 1966 في نيويورك في الولايات المتحدة.